# Biała Woda (dopływ Pławnej)
Biała Woda (niem.  Weisswasser) – potok górski w południowo-zachodniej Polsce, w woj. dolnośląskim w Sudetach Wschodnich w Masywie Śnieżnika.

## Przebieg i opis
Górski potok, prawy dopływ Pławny należący do dorzecza Odry i zlewiska Morza Bałtyckiego. Wypływa na północnym zboczu Czarnej Góry na wysokości około 820 m n.p.m. Źródło położone jest na śródgórskiej łące na górnej granicy dolnego regla i stanowi osobliwość natury. W górnym biegu, potok spływa stromą, głęboko wciętą, bezleśną doliną, a dalej płynie przez Śnieżnicki Park Krajobrazowy zalesioną doliną rozdzielającą wzniesienia Suchonia od Przedniej w kierunku Idzikowa do ujścia, gdzie na wysokości około 415 m n.p.m. łączy się z rzeką Szklarzynka tworząc rzekę Pławna. Zasadniczy kierunek biegu potoku jest zachodni, w dolnym biegu potoku położona jest miejscowość Idzików. Jest to potok górski zbierający wody z południowego zbocza Suchonia oraz z północnych zboczy masywu Czarnej Góry. Potok nieuregulowany o bardzo wartkim prądzie wody. Potok charakteryzuje się nie wyrównanym spadkiem i zmiennymi wodostanami, średni spad wynosi 58 promile.
W górnym biegu potoku do lat 50. XX wieku położona była zanikła obecnie górska wieś Biała Woda.
Wzdłuż potoku prowadzi droga nr 392.

## Miejscowości nad Białą Wodą
- Idzików[1]